# OxT
OxT는 포니 캐년 및 가도카와와 계약을 맺은 일본 음악 그룹이다. 보컬리스트 오이시 마사요시와 기타리스트 오시마 토모히로로 구성되어 있으며, 전문적으로는 톰 핵(Tom-H@ck)으로 알려져 있다. 이 유닛은 두 사람이 이전에 애니메이션 TV 시리즈 다이아몬드 A에서 협력한 후 2013년에 데뷔했다. 이들의 음악은 오버로드 (소설), 프린스 오브 스트라이드, 핸드 셰이커, SSSS.GRIDMAN 및 어둠의 실력자가 되고 싶어서!와 같은 시리즈에도 등장했다.

## 음반
- OxT Complete Songs (2016년)
- Hello New World (2018년)
- Reunion (2020년)

## 같이 보기
- MYTH & ROID